# Skigebiet Goldeck
Das Skigebiet Goldeck ist ein kleines Skigebiet bei Spittal an der Drau in Kärnten mit 25 teils künstlich beschneiten Pistenkilometern.
Koordinaten: 46° 45′ 45″ N, 13° 26′ 53″ O

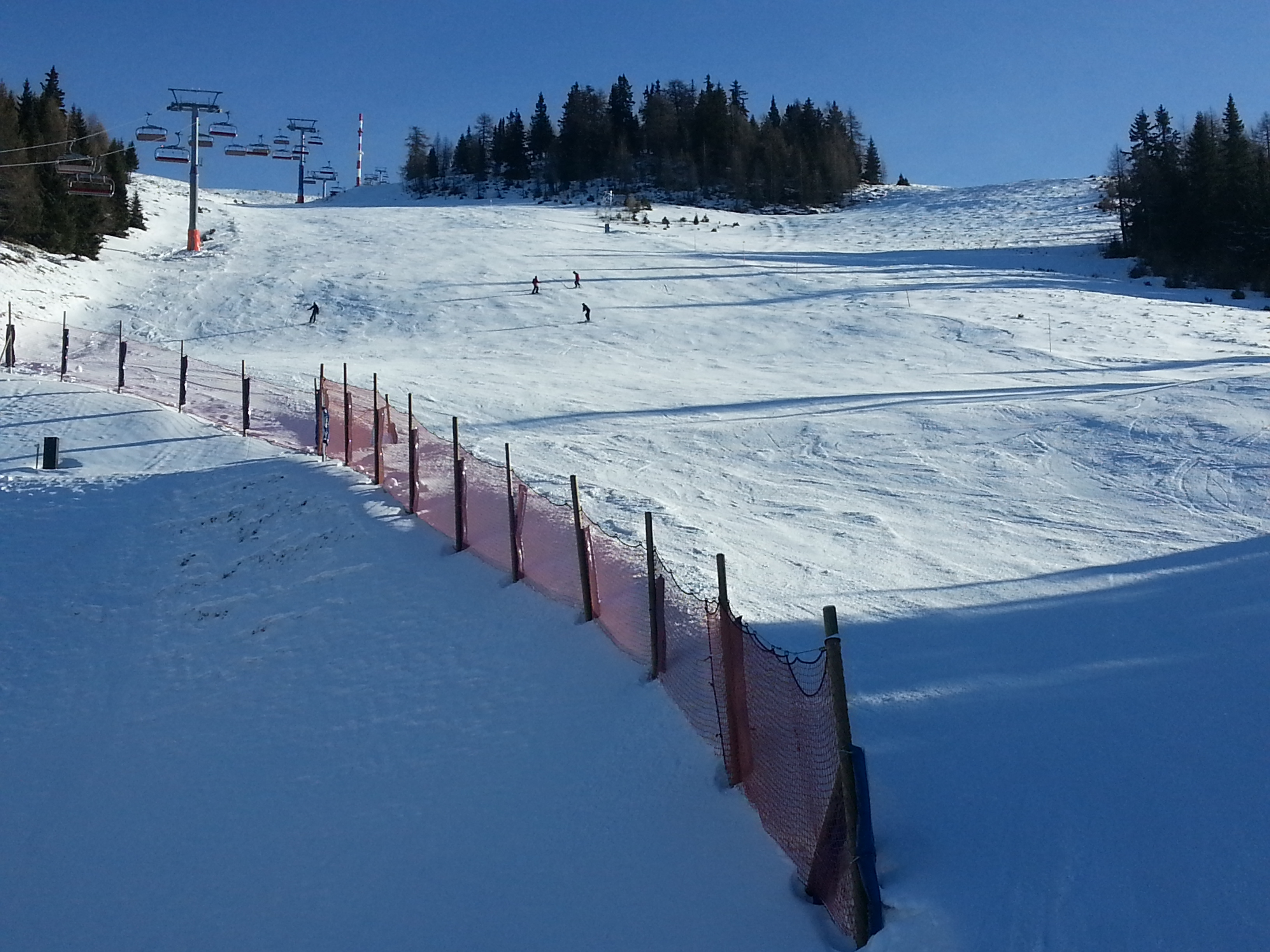
Rotmarkierte Piste (Bärnbissabfahrt)

Das Skigebiet Goldeck befindet sich am Nordwesthang des 2142 Meter hohen Goldecks in der Latschurgruppe / Gailtaler Alpen. Bei guter Sicht erstreckt sich das Panorama von den Julischen Alpen bis zu den Hohen Tauern. Man erreicht das Skigebiet via der Einseilumlaufseilbahn (8er EUB-Talbahn) von Schwaig aus.

## Geschichte
1960 wurde die alte Goldeck-Seilbahn als Pendelbahn (Länge 3200 m) durch Felten & Guilleaume AG Wien eröffnet. Es wurden die ersten beiden Teilstrecken 1960 in Betrieb genommen. Zwei Jahre später folgte der 1er Sessellift „Goldecklift“ eröffnet. Dieser wurde 2006 abgerissen und wurde 2009 durch den Skyliner eröffnet. Unterhalb der Bergstation wurde 1967 der Moosboden-Tellerlift eröffnet. Dieser wurde, wie der Goldecklift, 2006 abgerissen. Der erste Barnbärnis-Lift wurde 1969 eröffnet und im Jahre 2007 abgetragen. Vier Jahre später wurde er durch einen 6er Sessellift ersetzt. 1977 wurde der Eggeralm Lift eröffnet. Die Goldeck-Panoramastraße wurde 1981 eröffnet. Im gleichen Jahr wurden drei Schlepplifte eröffnet. Alle drei Schlepplifte sind heute abgerissen. 1989 übernahm die heutige Strabag AG die Anlagen. Ab 1992 gab es Ideen für den Ausbau des Goldeck (neuer Zubringer, Nordabfahrt, Beschneiung, Parkplätze und Infrastrukturgebäude). 2001 wurde die Bescheinungsanlage inklusive Speicherteich gebaut. Ein Jahr später erfolgte die Errichtung der Nordabfahrt inklusive Bescheinungsanlage. 2011 war der Baubeginn der 8er Gondelbahn Goldeck, welche 2012 eröffnet wurde. Im selben Jahr wurde an der Bergstation das Kinderland eröffnet sowie ein Snowpark eröffnet.
Aktuell gibt es eine Gondelbahn, zwei Sesselbahnen und zwei Schlepplifte. Von den alten Liften sind heute keine Lifte mehr vorhanden. Die älteste ist die Gipfelbahn mit dem Baujahr 2009. Der „Eggeralmlift“ (1977–2017) führte als ganz äußerste Anlage in eine naturbelassene Schneelandschaft. Er wurde nicht ersetzt. Der „Seetallift“ war der Zubringer vom Parkplatz der Goldeck-Panoramastraße bis zum Gipfel. Der Sessellift war mit Kurven ausgestattet und wegen der sogenannten „Bachmannkurve“ ein einmaliges Erlebnis. Er war bis zu seiner Einstellung 2010 der letzte und älteste noch vorhandene Kurvensessellift Österreichs.

### Goldeckbahn 1 und 2
Dies war die Zubringer-Pendelbahn aus Spittal an der Drau mit zwei Streckenabschnitten:
1. Goldeckstadion bis zum Dorf Goldeck 1640 m (Mittelstation)
2. Mittelstation bis Bergstation 2050 m

In der Mittelstation musste umgestiegen werden. Die Bahnen fuhren mit einer Geschwindigkeit von 36 km/h.
Bei Wartungsarbeiten nach der Skisaison kam es am 2. April 2019 in der Mittelstation im Spannraum für das Tragseil einer Pendelbahn zu einem Unfall, bei dem ein Mitarbeiter der Bahnen starb und drei weitere verletzt wurden. Die Unfallursache konnte nicht ermittelt werden; menschliches Versagen und Materialfehler wurden als Ursache ausgeschlossen. Im September 2022 wurden die Seile abgetragen.

## Abfahrten
Nach Angaben der Liftgesellschaft ist die Goldeck-Talabfahrt die längste schwarze Abfahrt in den Alpen. Die Abfahrt ist zur Gänze mit einer künstlichen Beschneiung ausgestattet und wird jeden Tag neu präpariert; die Schneesicherheit wurde in den letzten Jahren jedoch zunehmend kritischer. In der Saison 2021/22 war die Abfahrt wegen eines Hangsturzes nicht befahrbar.